# Alapi carillonneur
Hypocnemis cantator
Espèce
Répartition géographique
Statut de conservation UICN

 LC  : Préoccupation mineure
L’Alapi carillonneur (Hypocnemis cantator) est une espèce de passereaux de la famille des Thamnophilidae.

## Répartition
Cet oiseau se rencontre à travers le plateau des Guyanes, au nord de l'Amazone.

## Classification
Le nom valide complet (avec auteur) de ce taxon est Hypocnemis cantator (Boddaert, 1783).
Ce taxon porte en français le nom vernaculaire ou normalisé suivant : Alapi carillonneur,.
Hypocnemis cantator a pour synonyme :
- Formicarius spec Boddaert, 1783